# دب الكهف
دب الكهوف (بالإنجليزية: Cave bear)‏ كان من الدببة التي عاشت في أوروبا في العصر البلستوسيني وانقرض في نهاية آخر العصور الجليدية منذ حوالي 20,000 سنة. وكلا الاسمين «دب الكهوف» والاسم العلمي «سبيلايوس» (spelaeus) على الأغلب اشتقا من أسماء الكهوف التي اكتشفت أحافيره فيها.
وقد اكتشفت في العديد من الكهوف في أوروبا هياكل عظميةٌ لدببة الكهوف، مثل موقع "Heinrichshöhle" الذي يقع شمال نهر الراين في ألمانيا، وموقع "Dechenhöhle" وهو أيضاً يقع شمال نهر الراين في ألمانيا. وفي رومانيا أيضاً "Peştera Urşilor" والذي اكتشف فيه 140 هيكلٍ عظميٍّ لدببة الكهوف في عام 1983م.

## وطنه وانتشاره
توغل دب الكهوف كثيراً في أوروبا: حيث انتشر في المنطقة الممتدة من إسبانيا إلى أوراسيا (المنطقة التي تصل بين قارتي أوروبا وآسيا)، ومن إيطاليا واليونان إلى بلجيكا، وأيضاً إلى هولندا وبريطانيا العظمى، وعبروا من خلال ألمانيا إلى بولندا ثم جنوباً إلى هنغاريا ورومانيا وأطراف روسيا. وعاشت دببة الكهوف في شمال بريطانيا وإسكندنافيا (بلدان البلطيق)، وانتشروا بشكل واسع عند الأنهار الجليدية. وأكبر أعداد بقايا دببة كهوفٍ اكتشفت في النمسا وسويسرا وجنوب ألمانيا وشمال إيطاليا وشمال إسبانيا وكرواتيا وهنغاريا ورومانيا. وأضخم عدد عظامٍ اكتشف في شرق أوروبا وأدّى إلى اعتقاد بعض العلماء بأن دببة الكهوف عاشت في قطعان، وكانت آلاف العظام متراكمةً على بعضها في فتراتٍ زمنيةٍ امتدت عبر 100,000 عام أو أكثر. وبالتالي فطبقاً للحسابات التي أجريت لا يبقى إلا هيكلا دبين ميتين لكل سنة (أي أن كل دب كان يَمكث في المسكن نصف سنة). ودب الكهوف سكن مناطق جبليةٍ منخفضة خصوصاً في كهوف «لايمستُن».

## الوصف والبيولوجيّة

### التركيب البنيوي

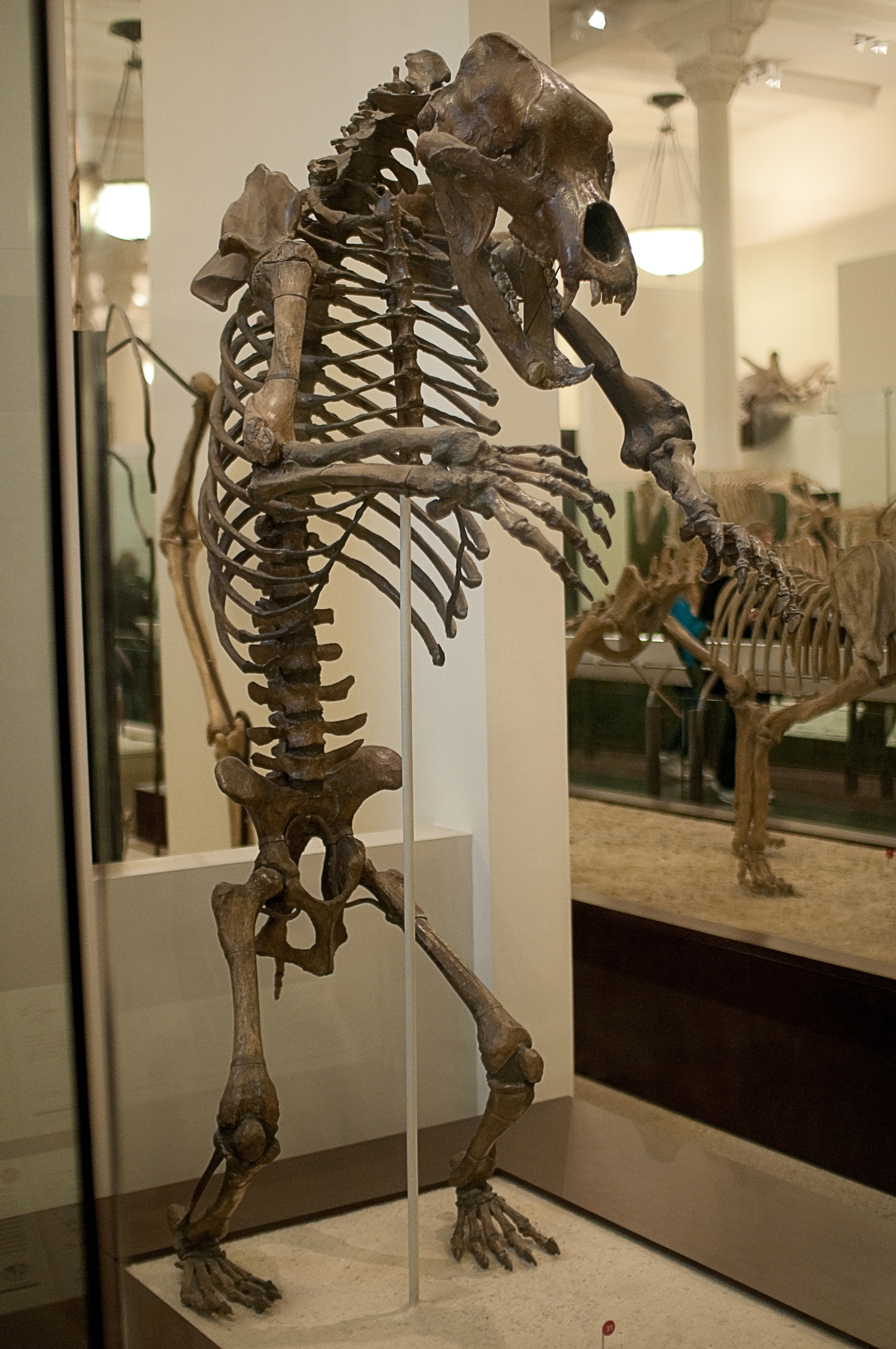
هيكل عظمي لدب الكهوف

كان يملك دب الكهوف جُمجمة عريضة جداً و«مُقبّبة» (على شكل قبة)، وجبهة مرتفعة. وكان يملك جسماً بديناً وفخذين طويلين، ومقدمة ساق وقدماً كبيرتين، وهذا ما يجعل بُنية هيكله العظمي مشابهة لتلك التي يملكها الدب البني. دببة الكهوف مشابهة في الحجم لأكبر الدببة الحديثة (مثل الدببة القطبية ودببة الكودياك). متوسط وزن الذكور كان يتراوح من 400 إلى 500 كغم، في حين أنه عند الإناث كان 225 - 250 كغم. نمت دببة الكهوف لأحجام أكبر خلال «الفترات الجليدية» ولأصغر خلال «الفترات البين جليدية». دببة الكهوف التي عاشت خلال العصر الجليدي الأخير افتقرت إلى 2-3 من «القَبْطواحن» (اسم الأسنان واقعة بين الطواحن) الاعتيادية الموجودة عند الدببة التي تعيش حالياً. وللتعويض، آخر طاحن عندها كان مُمتداً كثيراً وأطرافه مستدقّة أكثر. وقد كان عضد دببة الكهوف مشابهاً في الحجم لذلك الذي تملكه الدببة القطبية، وهذا يَنطبق أيضاً على عظم الفخذ عند الإناث. في حين أن عظم فخذ ذكور دببة الكهوف كان مشابهاً في الحجم لذلك الذي تملكه دببة الكودياك أكثر من الذي تملكه الدببة القطبية.

## الغذاء
إحدى الدراسات التي أُجريت على النظائر الموجودة في العظام التي اكتشفت لدببة كهوف أظهرت وجود نظائر النيتروجين فيها، مما يَدلّ على أن هذه الدببة كانت نباتية إلى حد كبير، وهي بِذلك كانت حيوانات قارتة. وقد كان غذاؤها يشمل التوت وجذور النباتات والحيوانات المختلفة. لكن، معلومات نظائر النيتروجين في عظام أخرى تشير إلى أمر مختلف. فبالرغم من أنه يبدو أن العديد من دببة الكهوف كانت نباتية إلى حد كبير، إلا أن تلك المعلومات تدل على أن بعضها كانت قارتة بمقدار ما هي الدببة البنية الحديثة، بما في ذلك دببة الكودياك والدببة الرمادية. وقد كشفت دراسة أخرى أن غذاء دببة الكهوف لم يَكن مختلفاً كثيراً عن غذاء الدببة الحديثة (حيث أنها كانت تميل إلى أن تكون قارتة)، بعد أن كان يُعتقد سابقاً أنها تميل إلى أن تكون عاشبة.